# Bombylella atra
Bombylella atra är en tvåvingeart som först beskrevs av Giovanni Antonio Scopoli 1763.  Bombylella atra ingår i släktet Bombylella och familjen svävflugor. Inga underarter finns listade i Catalogue of Life.